# Орбень (комуна)
Орбень, Орбені (рум. Orbeni) — комуна у повіті Бакеу в Румунії. До складу комуни входять такі села (дані про населення за 2002 рік):
- Орбень (2200 осіб)
- Скурта (1938 осіб)

Комуна розташована на відстані 216 км на північ від Бухареста, 32 км на південь від Бакеу, 107 км на південний захід від Ясс, 124 км на північний захід від Галаца, 127 км на північний схід від Брашова.

## Населення
За даними перепису населення 2002 року у комуні проживали 4138 осіб. Усі жителі комуни рідною мовою назвали румунську.
Національний склад населення комуни:
| Національність | Кількість осіб | Відсоток |
| -------------- | -------------- | -------- |
| румуни         | 4137           | > 99,9%  |
| німці          | 1              | < 0,1%   |

Склад населення комуни за віросповіданням:
| Релігія       | Кількість осіб | Відсоток |
| ------------- | -------------- | -------- |
| православні   | 4024           | 97,2%    |
| старообрядці  | 40             | 1,0%     |
| п'ятдесятники | 22             | 0,5%     |
| римо-католики | 16             | 0,4%     |
| адвентисти    | 1              | < 0,1%   |
| бретрени      | 1              | < 0,1%   |